# Justin Love
Justin Charles Love (San Francisco, 6 novembre 1978 – O'Fallon, 23 giugno 2020) è stato un cestista e allenatore di pallacanestro statunitense, professionista in Europa.

## Palmarès

### Giocatore

#### Squadra
- Campionato lettone: 1

Ventspils: 2004-2005

#### Individuale
- All-BBL Second Team (2006)